# Yngwe Söderquist
Yngwe Hjalmar Robert Söderquist, född 2 februari 1884 i Växjö, död 20 december 1927 i Stockholm, var en svensk bergsingenjör och industriman.
Yngwe Söderquist var son till läroverksadjunkten Johan Emanuel Söderquist och Gerda Ottilia Ulrika Eklundh. Han avlade mogenhetsexamen i Växjö 1902 och utexaminerades från Tekniska högskolan 1907. Efter anställning vid Luossavaara-Kiirunavaara AB 1907 var han 1907–1909 biträdande gruvingenjör vid AB Ryllshytte zink- och blygruvor och AB Garpenbergs zink- och koppargruvor i Dalarna. Han tjänstgjorde 1909–1910 som assistent i gruvvetenskap vid Tekniska högskolan, blev 1910 gruv- och anrikningsingenjör vid Ryllshyttebolaget och var 1912–1918 disponent där samt 1916–1918 disponent även för AB Holmgruvan i Dalarna. 1918–1921 var han disponent för Trollhättans elektrothermiska AB, Trollhättan, och från 1921 till sin död direktör för Stora Kopparbergs bergslags AB:s järngruveförvaltning, Falun. Från 1916 till sin död var han även VD för 
Gruvgården-Fors järnvägs AB. Söderquist tillhörde styrelsen för Grängesbergs gemensamma gruvförvaltning, Västra Ormbergs gruvaktiebolag, Västerdalälvens kraftaktiebolag, Stockholm-Västerås-Bergslagens järnvägsaktiebolag och Mellansvenska gruvförbundet. Han gjorde studieresor till Storbritannien, Tyskland, Belgien, Tunisien och Algeriet. I Garpenberg hade han flera kommunala uppdrag 1912–1918.